# Perniphora
Perniphora is een geslacht van vliesvleugeligen uit de familie Pteromalidae. De wetenschappelijke naam van dit geslacht is voor het eerst geldig gepubliceerd in 1923 door Ruschka.

## Soorten
Het geslacht Perniphora omvat de volgende soorten:
- Perniphora americana Miller, 1965
- Perniphora robusta Ruschka, 1923